# Giacomo della Porta

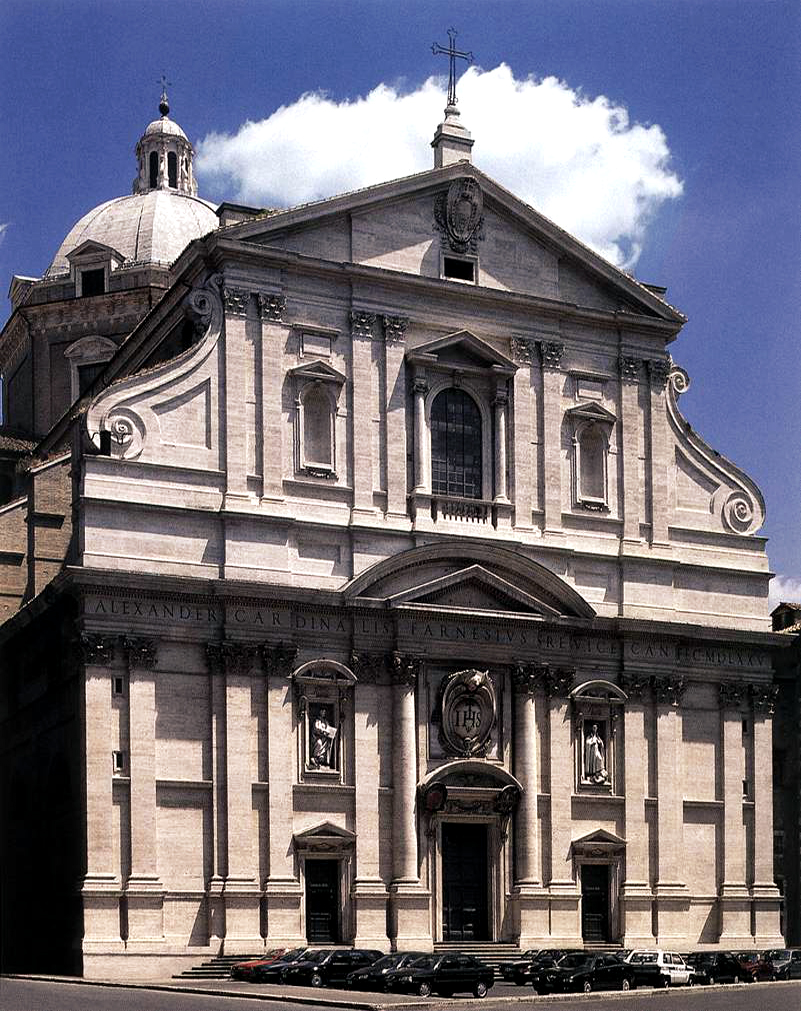
Fasada kościoła Il Gesù w Rzymie

Giacomo della Porta (ur. w 1540 w Porlezzy, zm. 3 września 1602 w Rzymie) – włoski architekt i rzeźbiarz barokowy.

## Życiorys
Był uczniem i współpracownikiem Michała Anioła, Jacopa Barozziego da Vignoli i Guidetta Guidettiego. Po 1563 wprowadził w życie plany Michała Anioła dotyczące nowych rozwiązań urbanistycznych Kapitolu: współuczestniczył w przeróbce schodów i fasady Pałacu Senatorskiego (wł. Palazzo Senatorio) oraz Cordonaty – monumentalnych schodów prowadzących na plac Kapitoliński.
Po śmierci Vignoli w 1573 della Porta kontynuował prace nad budową kościoła Il Gesù i w 1584 zmodyfikował jego fasadę według swojego projektu. Od 1573 kierował rekonstrukcją bazyliki św. Piotra według planów Michała Anioła, a potem, we współpracy z Domenikiem Fontaną, dokończył budowę jej kopuły w latach 1588–1590.
Dokończył budowy rzymskich fontann zbudowanych w XVI w., m.in. fontann na Piazza del Popolo oraz fontann Fontana di Nettuno i Fontana del Moro na Piazza Navona.

## Wybrane realizacje
- Kościół Santa Maria ai Monti
- Kościół św. Pawła przy Trzech Źródłach